# アフォンソ1世 (ポルトガル王)
アフォンソ1世（Afonso I, 1109年? - 1185年12月6日）は、ポルトガル王国を建国したブルゴーニュ王朝（ボルゴーニャ王朝）の初代ポルトガル王（在位：1139年 - 1185年）。「エンリケの子」を意味するアフォンソ・エンリケス（Afonso Henriques）の名前でも呼ばれる。
父はブルゴーニュ家出身のポルトゥカーレ伯エンリケ（フランス語名アンリ、公位を継いだユーグ1世、ウード1世の弟）。母はカスティーリャ＝レオン王アルフォンソ6世の娘テレサ。
主君筋にあたるカスティーリャ＝レオン王国の混乱を利用して独立を達成し、ポルトガル王国の基礎を築いた。

## 生涯

### 即位前
1109年ごろにギマランイスで誕生する。
父エンリケはミーニョ川とテージョ川の間の地域をアルフォンソ6世から封土として与えられていた。1112年にエンリケが没すると、アフォンソは父の跡を継いでポルトゥカーレ伯になり、テレサが摂政として伯領を統治した。テレサの支配下でポルトゥカーレ伯領の支配領域は維持されたが、テレサはカスティーリャ＝レオン王国の女王である姉のウラカに服属しなければならなかった。
同時期のカスティーリャ＝レオン王国ではガリシア王国の再興を図るトラヴァス家、ブラガ大司教区に勢力を広げようとするサンティアゴ大司教らが、ポルトゥカーレ伯領への進出を企てていた。1121年、トラヴァス家の当主ペドロ・フロイラスは息子のフェルナン・ロペスを寡婦となったテレサと結婚させる。こうした状況下でポルトゥカーレの貴族はトラヴァス家への従属を拒み、領内の司教たちはサンティアゴ大司教の進出を苦々しく思い、彼らは協力してガリシア派に抵抗していた。
ウラカの跡を継いでカスティーリャ＝レオン王に即位したアフォンソの従兄アルフォンソ7世は、1127年にテレサに封建的義務の履行を承諾させる。ギマランイスのアフォンソはカスティーリャ＝レオンから包囲を受けて降伏し、アルフォンソ7世に臣従を誓った。
1128年、この年アフォンソが歴史の表舞台に初めて現れる。アフォンソはガリシア貴族と結託するテレサに不満を抱くポルトガル貴族から支持を集め、同年6月24日にギマランイス近郊のサン・マメデの戦いで母とフェルナン・ロペスらガリシア派を破り、彼らをガリシアに追放した。
以降、アフォンソはポルトガルの独立、教会自治権の獲得、イスラム教徒からの国土回復運動（レコンキスタ）を目標に定めて活動する。アフォンソは権力の基盤をより強固にするために聖職者に働きかけ、アルコバッサ修道院やコインブラのサンタ・クルース修道院を保護し、ブラガ大司教を支援してトレド大司教に対抗させた。また、ナバラ王国と同盟を結んでカスティーリャ＝レオンに対抗した。

### ポルトガル王国の成立

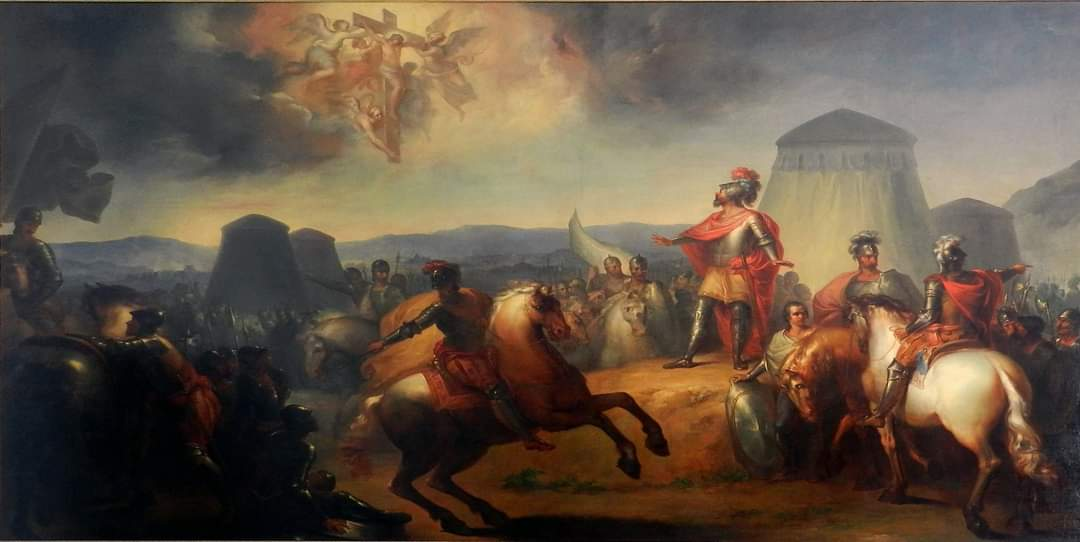
1793年にセケイラ（pt）によって描かれたオーリッケの戦い

1131年にアフォンソは首都を生地のギマランイスからコインブラに移し、コインブラを拠点としてレコンキスタを指導した。首都の移転により、ミーニョ地方の貴族の影響下から脱することができた。
1135年にアルフォンソ7世は「全ヒスパニアの皇帝」を自称したが、アフォンソは皇帝の即位の式典に姿を現さなかった。1137年にトゥイでアフォンソはアルフォンソ7世と条約を結び、臣従を誓うが、両者の関係は間も無く悪化する。
アフォンソはカスティーリャ＝レオンのほかに南部のイスラム勢力とも戦い、領土を広げた。1139年7月25日にオーリッケの戦いでムラービト朝に大勝を収めた後、アフォンソはポルトガル王を称した。オーリッケの勝利後、アフォンソはゲルマン人の習慣にのっとって楯の上に立ち、喜びに沸く戦場の全ての騎士から王に選出されたと伝えられている。後世、オーリッケの戦いにおいて、アフォンソが十字架上のイエス・キリストから勝利の予言を受けた建国神話が作られる。国王を称したアフォンソは独立を勝ち取るため、主君であるカスティーリャ＝レオン王国と争った。
1143年、カトリック教会の仲介によってサモラ条約でポルトガルとカスティーリャ＝レオンとの和平が成立する。この条約によってカスティーリャ＝レオンへの軍事援助が条件として課せられ、ポルトガル王国の独立が承認された。皇帝を名乗るアルフォンソ7世にとって、王の称号を持つアフォンソを臣下に置くことは自身の権威を高めることにつながるため、アフォンソの称号の使用は容認できるものだった。そして、アルフォンソ7世はポルトガル王国もナバラ王国やアラゴン王国と同じようにカスティーリャ＝レオンの宗主権をある程度認めていると考えたが、アフォンソはカスティーリャ＝レオンから独立した君主として振る舞った。
アフォンソはカスティーリャ＝レオンと対等の地位に立つためにローマ教皇に封臣的な従属を誓い、1145年にサモラ条約に同席した教皇の特使を通じてポルトガル領土を寄進する「封建申請書」を提出した。教皇に自身と子孫の臣従のほか、毎年4オンス（約120g）の金の寄進を約束した。しかし、この行動はアフォンソの主君にあたるアルフォンソ7世への裏切りにあたり、イベリア半島のキリスト教徒の団結を望む教皇にとって望ましいものではなかった。アルフォンソ7世は教皇ルキウス2世の寵愛を受けており、ルキウス2世はアフォンソの行動を褒めて寄進を受け取ったものの、王の称号と王国は認めなかった。

### レコンキスタの進行

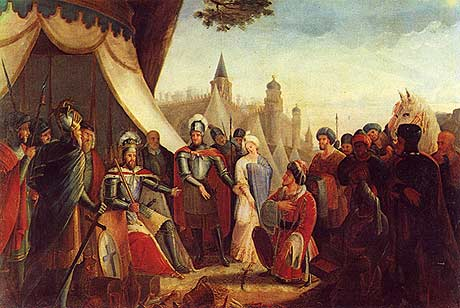
リスボンの包囲

1147年3月、イスラム勢力からサンタレンを奪回したことでアフォンソの名声はより高まる。同年5月にイギリス方面から第2回十字軍に参加するため出航していた分派がポルトガルに寄港した時、アフォンソは彼らと協定を結んだ。ポルトガル軍と十字軍の分派は17週間にわたってイスラム勢力の支配下にあるリスボンを包囲し、同年10月25日にリスボンを占領する（リスボン攻防戦）。リスボン攻略後も十字軍の艦隊はしばしばポルトガルを訪れ、レコンキスタに協力した。
リスボン攻略後、イスラム勢力に対抗する防衛拠点を強化するためにテージョ川流域への植民を試み、シトー会にリスボンとレリアの間の無人地帯への植民を委任した。しかし、テージョ川流域の殖民は進まず、人口の不足を補うためにテンプル騎士団に防衛を依頼した。テンプル騎士団のほかに聖ヨハネ騎士団、カラトラバ騎士団、サンティアゴ騎士団がポルトガルに入り、アレンテージョ地方のレコンキスタが進展する。

### レオン王国との戦争
1150年から1169年にかけてアフォンソは王国南部に進出し、領土を拡大する。1157年にアルフォンソ7世が没した後、カスティーリャ＝レオン王国が2つに分裂すると皇帝の称号は用いられなくなり、アフォンソに課せられていた臣従の義務は消滅した。1158年、ポルトガルはアルカセル・ド・サルを攻略し、アレンテージョ攻略の基地を確保した。こうして1168年までに、アルガルヴェを除いたアレンテージョ全土がポルトガルによって奪還される。
レオン王フェルナンド2世と婚姻関係を結び、1165年にアフォンソの娘ウラカとフェルナンド2世は結婚するが、2年後にポルトガルとレオンは対立する。アフォンソは南半分の帰属が未確定であったガリシアに軍を進めた。
1169年にポルトガル人冒険者「豪胆」ジェラルドがエストレマドゥーラに侵入した時、アフォンソはジェラルドの要請に応じてバダホスに向かった。だが、バダホスはイスラム勢力の援軍として現れたレオン軍に包囲され、アフォンソは城からの脱出の際に片足を城門に挟まれて（あるいは落馬によって）負傷し、フェルナンドに捕らえられた。アフォンソは釈放と引き換えにガリシアにおける全ての権限を放棄し、トゥイとポンテベドラをレオンに割譲した。事故によってアフォンソは従軍が困難になり、軍隊の指揮権は王子サンシュに移った。

### 晩年

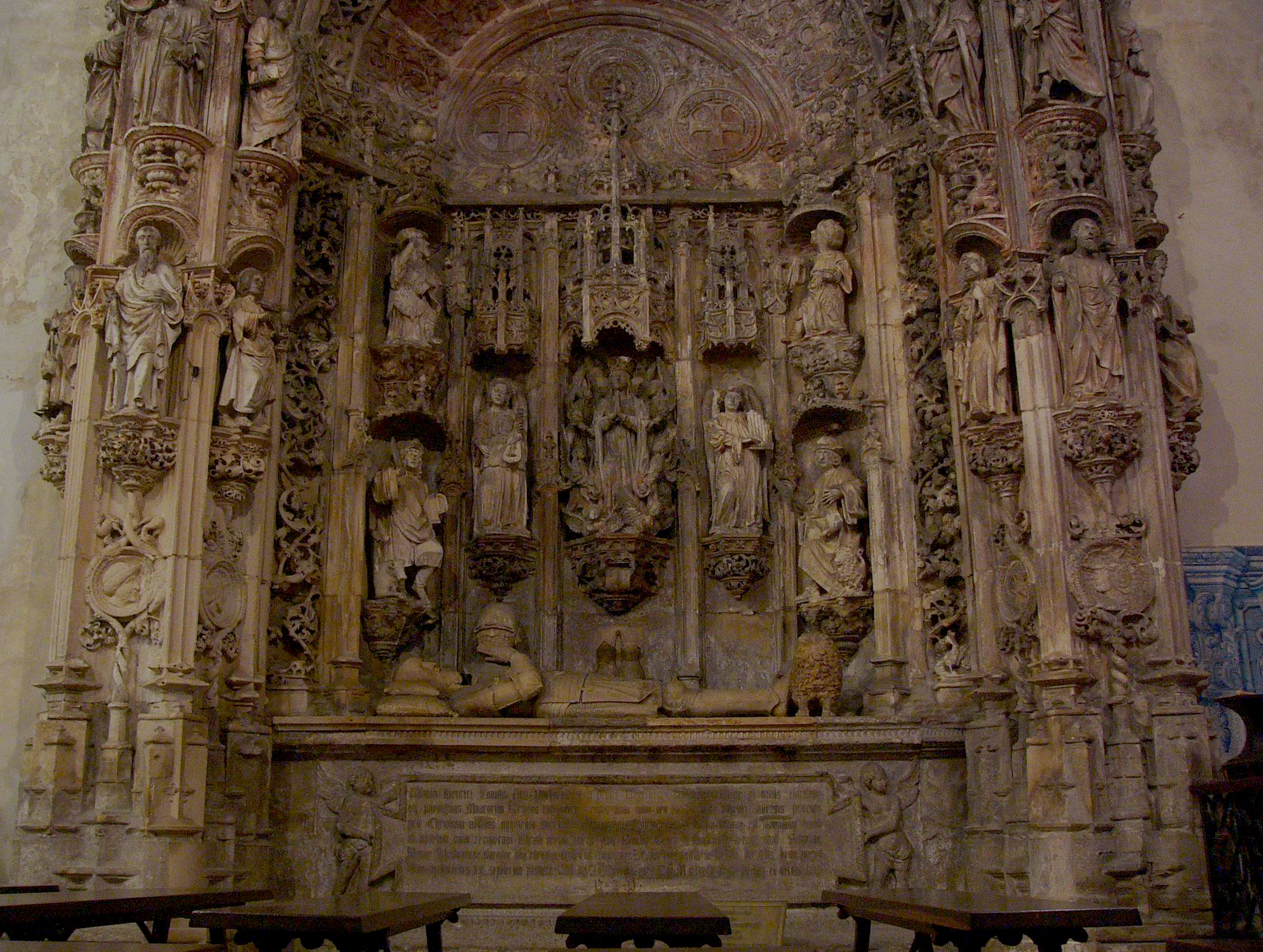
サンタ・クルース修道院内のアフォンソ1世の墓

1172年にアフォンソはムワッヒド朝のアブー＝ヤアクーブ・ユースフ1世と5年間の休戦協定を結ぶ。
教会に大幅に特権を譲渡し、教皇への寄進の金を4オンスから2マルク（約460g）に引き上げた。1179年にポルトガルは教皇アレクサンデル3世から征服地の支配権を認められ、アフォンソと子孫は正式な王位を認められる。
1185年12月6日にアフォンソはコインブラで亡くなり、遺体はコインブラのサンタ・クルース修道院に葬られた。死後、サンシュが王位を継承した。

## 子女
アフォンソ1世には1146年に結婚した妻マファルダ・デ・サボイアとの間にもうけた7人の子のほか、数人の婚外子がいる。
- マファルダ・デ・サボイア - サヴォイア伯アメデーオ3世の娘。
  - エンリケ（1147年 - 1155年）
  - ウラカ（1148/51年 - 1188年） - レオン王フェルナンド2世の妃
  - テレサ（1151/7年 - 1218年） - フランドル伯フィリップ、ブルゴーニュ公ウード3世の妻
  - マファルダ（1153年 - 1162年以降）
  - サンシュ（1154年 - 1211年3月26日） - ポルトガル王（在位：1185年 - 1211年）
  - ジョアン（1156年 - 1164年8月25日）
  - サンシャ（1157年 - 1166/7年2月14日）
- エルビラ
  - ウラカ（1130年 - 1216年以降） - 婚外子。ペドロ・アフォンソ・ヴィエガスの妻
- 母親不明の婚外子
  - フェルナンド（? - 1172年） - ポルトガル王国総司令官
  - ペドロ（1130年 - 1169年） - エヴォラ修道会（アヴィス騎士団）初代総長
  - アフォンソ（1135年 - 1207年） - 聖ヨハネ騎士団第12代総長
  - テレサ（1135年 - ?）

## 系図
| アフォンソ1世 |             |             |             |             |             |                 |               |               |               |               |               |                          |                          |                          |                          |                          |                          |  |  |  |  |  |  |  |  |  |  |  |  |  |  |  |  |  |  |
|               |             |             |             |             |             |                 |               |               |               |               |               |                          |                          |                          |                          |                          |                          |  |  |  |  |  |  |  |  |  |  |  |  |  |  |  |  |  |  |
| サンシュ1世   |             |             |             |             |             |                 |               |               |               |               |               |                          |                          |                          |                          |                          |                          |  |  |  |  |  |  |  |  |  |  |  |  |  |  |  |  |  |  |
|               |             |             |             |             |             |                 |               |               |               |               |               |                          |                          |                          |                          |                          |                          |  |  |  |  |  |  |  |  |  |  |  |  |  |  |  |  |  |  |
| アフォンソ2世 |             |             |             |             |             |                 |               |               |               |               |               |                          |                          |                          |                          |                          |                          |  |  |  |  |  |  |  |  |  |  |  |  |  |  |  |  |  |  |
|               |             |             |             |             |             |                 |               |               |               |               |               |                          |                          |                          |                          |                          |                          |  |  |  |  |  |  |  |  |  |  |  |  |  |  |  |  |  |  |
|               |             |             |             |             |             |                 |               |               |               |               |               |                          |                          |                          |                          |                          |                          |  |  |  |  |  |  |  |  |  |  |  |  |  |  |  |  |  |  |
| サンシュ2世   | サンシュ2世 | サンシュ2世 | サンシュ2世 | サンシュ2世 | サンシュ2世 | アフォンソ3世   | アフォンソ3世 | アフォンソ3世 | アフォンソ3世 | アフォンソ3世 | アフォンソ3世 |                          |                          |                          |                          |                          |                          |  |  |  |  |  |  |  |  |  |  |  |  |  |  |  |  |  |  |
| サンシュ2世   | サンシュ2世 | サンシュ2世 | サンシュ2世 | サンシュ2世 | サンシュ2世 | アフォンソ3世   | アフォンソ3世 | アフォンソ3世 | アフォンソ3世 | アフォンソ3世 | アフォンソ3世 |                          |                          |                          |                          |                          |                          |  |  |  |  |  |  |  |  |  |  |  |  |  |  |  |  |  |  |
|               |             |             |             |             |             | ディニス1世     |               |               |               |               |               |                          |                          |                          |                          |                          |                          |  |  |  |  |  |  |  |  |  |  |  |  |  |  |  |  |  |  |
|               |             |             |             |             |             |                 |               |               |               |               |               |                          |                          |                          |                          |                          |                          |  |  |  |  |  |  |  |  |  |  |  |  |  |  |  |  |  |  |
|               |             |             |             |             |             | アフォンソ4世   |               |               |               |               |               |                          |                          |                          |                          |                          |                          |  |  |  |  |  |  |  |  |  |  |  |  |  |  |  |  |  |  |
|               |             |             |             |             |             |                 |               |               |               |               |               |                          |                          |                          |                          |                          |                          |  |  |  |  |  |  |  |  |  |  |  |  |  |  |  |  |  |  |
|               |             |             |             |             |             | ペドロ1世       |               |               |               |               |               |                          |                          |                          |                          |                          |                          |  |  |  |  |  |  |  |  |  |  |  |  |  |  |  |  |  |  |
|               |             |             |             |             |             |                 |               |               |               |               |               |                          |                          |                          |                          |                          |                          |  |  |  |  |  |  |  |  |  |  |  |  |  |  |  |  |  |  |
|               |             |             |             |             |             |                 |               |               |               |               |               |                          |                          |                          |                          |                          |                          |  |  |  |  |  |  |  |  |  |  |  |  |  |  |  |  |  |  |
|               |             |             |             |             |             | フェルナンド1世 |               |               |               |               |               |                          |                          |                          |                          |                          |                          |  |  |  |  |  |  |  |  |  |  |  |  |  |  |  |  |  |  |
|               |             |             |             |             |             |                 |               |               |               |               |               |                          |                          |                          |                          |                          |                          |  |  |  |  |  |  |  |  |  |  |  |  |  |  |  |  |  |  |
|               |             |             |             |             |             | ベアトリス      | ベアトリス    | ベアトリス    | ベアトリス    | ベアトリス    | ベアトリス    | (アヴィス朝) ジョアン1世 | (アヴィス朝) ジョアン1世 | (アヴィス朝) ジョアン1世 | (アヴィス朝) ジョアン1世 | (アヴィス朝) ジョアン1世 | (アヴィス朝) ジョアン1世 |  |  |  |  |  |  |  |  |  |  |  |  |  |  |  |  |  |  |